# Fattoria di Monte Lattaia
La Fattoria di Monte Lattaia si trova nel territorio comunale di Roccastrada, su una modesta altura che si innalza leggermente sulla pianura maremmana a valle del capoluogo comunale. Il complesso sorge poco a sud-ovest e in posizione dominante rispetto alla vicina Fattoria di Lattaia.

## Storia
Il complesso sorse in epoca medievale come complesso monastico collegato alla non lontana abbazia di San Salvatore a Giugnano, nei pressi della perduta ed antecedente pieve di Tabiano. Il complesso, voluto dalla famiglia Aldobrandeschi, alla fine del XIII secolo passò sotto il controllo ai Pannocchieschi e in epoca tardo medievale fu trasformato in complesso fortificato rurale.
Nel secolo successivo iniziò a farsi sentire l'influenza di Siena che esercitò il dominio sul complesso, divenuto oramai uno dei baluardi della Repubblica di Siena assieme alla vicina fattoria di Lattaia, che era invece sorta come vero e proprio insediamento castellano. Alla metà del XVI secolo, il castello e l'intera zona entrarono a far parte del Granducato di Toscana e, da allora, ne seguirono le sorti.
Nei secoli successivi, il complesso divenne proprietà di varie famiglie che si succedettero nel tempo e, nel corso del XIX secolo, la fattoria fu ristrutturata dalla famiglia Brancadori che le conferì la pianta a U.

## Descrizione

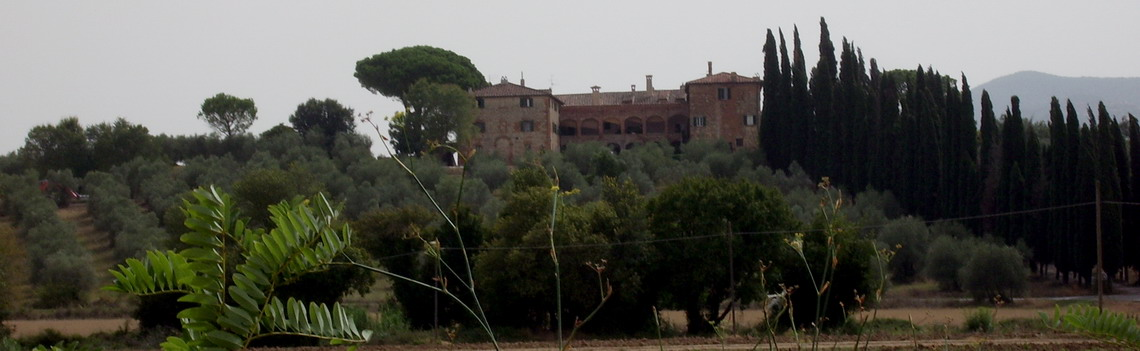
Panorama di Monte Lattaia

La fattoria di Monte Lattaia si presenta come un imponente complesso, costituito da tre corpi di fabbrica a pianta rettangolare addossati tra di loro, che si dispongono ad U, verso il cui lato aperto si estende la corte.
L'intero complesso rurale fortificato si articola su tre livelli, ove si aprono finestre quadrangolari sulle ali laterali del complesso, mentre il lato del corpo di fabbrica centrale che prospetta verso la corte si caratterizza per la presenza di un caratteristico doppio loggiato con arcate ribassate, che probabilmente ricorda vagamente il chiostro che costituiva l'originario complesso monastico medievale, presso il quale sorgeva la perduta pieve di Tabiano, in seguito sostituita dalla cappella di Sant'Antonio a Monte Lattaia, tuttora esistente, che svolse le funzioni di cappella gentilizia del complesso fortificato rurale.